# Cynomops kuizha
Cynomops kuizha és una espècie de ratpenat de la família dels molòssids. Viu a les planes de Colòmbia, l'Equador i el nord-oest del Perú. L'holotip tenia una llargada total de 99,61 mm, la cua de 23,22 mm, els peus de 9,95 mm, les orelles de 13,52 mm i els avantbraços de 41,25 mm. El seu nom específic, kuizha, significa ‘gos’ en awá pit. Com que fou descobert fa poc, encara no se n'ha avaluat l'estat de conservació.